# 江住駅
江住駅（えすみえき）は、和歌山県西牟婁郡すさみ町江住にある、西日本旅客鉄道（JR西日本）紀勢本線（きのくに線）の駅である。

## 歴史
この駅は1933年9月、国鉄紀勢西線の周参見駅から当駅までの開通と共に終着駅として開業したが、その約2年後の1940年8月には当駅から串本駅まで開通し終着駅でなくなった。その後当駅は1959年、今の紀勢本線が全通し亀山駅と和歌山駅（現在の紀和駅）の間が紀勢本線となったのを受け国鉄紀勢本線の駅となり、さらに国鉄の分割民営化を経て現在に至る。

### 年表
- 1938年（昭和13年）9月7日：国鉄紀勢西線の周参見駅から当駅までの延伸に伴い紀勢西線の終着駅として開業[1][2]。
- 1940年（昭和15年）8月8日：紀勢西線の当駅から串本駅の開通により途中駅となる[1]。
- 1959年（昭和34年）7月15日：三木里駅 - 新鹿駅間の開通を持って現在の紀勢本線が全通し新たに亀山駅と和歌山駅（現在の紀和駅）の間が紀勢本線となり、当駅も国鉄紀勢本線の駅となる[1]。
- 1971年（昭和46年）7月1日：貨物の取り扱いを廃止[2]。
- 1978年（昭和53年）4月1日：荷物扱い廃止[2]。
- 1985年（昭和60年）3月14日：無人駅化[3][4]。
- 1987年（昭和62年）4月1日：国鉄分割民営化に伴い、西日本旅客鉄道（JR西日本）の駅となる[1][2]。
- 2021年（令和3年）3月13日：ICカード「ICOCA」の利用が可能となる[5]。

## 駅構造
島式ホーム1面2線を持ち列車同士の行き違いが可能な地上駅である。駅舎は線路南側に配置されており、ホームへは新宮寄りに設けられた遮断機・警報機付きの構内踏切で連絡している。
古くからの木造駅舎・出札口が残っていて、駅舎内には地元の住民の俳句などが飾られており、ベンチが所狭しと並べられ地元住民お手製の座布団なども敷かれている。新宮駅管理の無人駅。自動券売機・乗車駅証明書発行機は設置されていない。2021年3月13日よりICOCAが利用可能になっている。現在、トイレは設置されていない。駅近くに公衆トイレがある。

### のりば
| のりば | 路線       | 行先                 |
| ------ | ---------- | -------------------- |
| 1      | きのくに線 | 紀伊田辺・和歌山方面 |
| 2      | きのくに線 | 串本・新宮方面       |

## 利用状況
近年の1日平均乗車人員は以下の通り。
| 年度   | 1日平均 乗車人員 |
| ------ | ---------------- |
| 1998年 | 53               |
| 1999年 | 49               |
| 2000年 | 37               |
| 2001年 | 28               |
| 2002年 | 21               |
| 2003年 | 18               |
| 2004年 | 14               |
| 2005年 | 16               |
| 2006年 | 19               |
| 2007年 | 19               |
| 2008年 | 18               |
| 2009年 | 20               |
| 2010年 | 18               |
| 2011年 | 12               |
| 2012年 | 14               |
| 2013年 | 18               |
| 2014年 | 17               |
| 2015年 | 15               |
| 2016年 | 13               |
| 2017年 | 15               |
| 2018年 | 14               |
| 2019年 | 13               |
| 2020年 | 11               |
| 2021年 | 9                |
| 2022年 | 11               |

## 駅周辺
このあたりでは海岸線ぎりぎりにまで山が迫っている。当駅はそのような山が江住川によって削られてできた河口の、わずかな平地の部分にある。当駅は江住の集落の中心部ではなく、端に位置している。駅前には民家や喫茶店などが数軒あり、駅前の道を北東方面に少し進むと、江住の集落の中心部に出る。逆に駅前の道を見老津方面へ進むと国道に下ることができる。ここからは枯木灘の海が見える。宮脇俊三はこのあたりが紀勢本線の車窓の白眉であると評した。
当駅を最寄とするスポットのうち特筆すべきものが江須崎である。江須崎は暖地性植物群落が見られ昭和28年（1953年）には国の天然記念物に指定された。駅から見老津方面に国道をしばらく進み江須之川の集落からは南方向に折れると江須崎に行くことができる。江須崎を一周する遊歩道も用意されている。
- すさみ町立江住小学校（閉校）
- 白浜警察署江住駐在所
- 江住郵便局
- 江住港
- 江須崎
- 国道42号
- すさみ町立エビとカニの水族館・道の駅すさみ - 徒歩9分(650m)
- すさみ町コミュニティバス「江住駅」停留所 - 里野線

なお、公共機関の高台移転も進められており、2024年5月13日にすさみ町役場江住支所が駅の近くから高台に移転した。

### バス路線
かつては明光バスが日置(奥志原)方面へのバスを運行していたが2013年に撤退。また、熊野交通(現在の熊野御坊南海バス)が串本方面へのバスを運転していたがこちらも2015年に撤退し、当駅付近を経由する民間バス路線は消滅した。廃止後、前者はすさみ町住民バス、後者は串本町コミュニティバスに路線の一部が代替されたが本数は僅少である。

## 隣の駅
西日本旅客鉄道（JR西日本）
 きのくに線（紀勢本線）
和深駅 - 江住駅 - 見老津駅